# Campeonato Mundial de Atletismo Sub-20 de 2021 - Salto com vara masculino
A prova do salto com vara masculino do Campeonato Mundial de Atletismo Sub-20 de 2021 ocorreu no dia 20 de agosto de 2021 no Centro Esportivo Internacional Moi, em Nairóbi, no Quênia. 

## Recordes
Antes desta competição, os recordes mundiais e do campeonato nesta prova eram os seguintes:
|       | Nome             | Nacionalidade | Altura | Local             | Data                 |
| ----- | ---------------- | ------------- | ------ | ----------------- | -------------------- |
| WU20R | Armand Duplantis | Suécia        | 6.05 m | Berlim            | 12 de agosto de 2018 |
| CR    | Armand Duplantis | Suécia        | 5.82 m | Tampere           | 14 de julho de 2018  |
| WU20L | Anthony Ammirati | França        | 5.72 m | Salon-de-Provence | 6 de junho de 2021   |

## Medalhistas
| Ouro                | Prata               | Bronze               |
| Matvei Volkov (BLR) | Juho Alasaari (FIN) | Kyle Rademeyer (RSA) |

## Cronograma
Todos os horários são locais (UTC+3). 
| Data         | Hora  | Evento |
| ------------ | ----- | ------ |
| 20 de agosto | 10:05 | Final  |

## Resultado final
A prova final foi realizada no dia 20 de agosto às 10:05. 
| Posição           | Atleta                 | Nacionalidade               | 4.85 | 5.05 | 5.20 | 5.30 | 5.35 | 5.40 | 5.45 | 5.50 | Resultado | Notas           |
| ----------------- | ---------------------- | --------------------------- | ---- | ---- | ---- | ---- | ---- | ---- | ---- | ---- | --------- | --------------- |
| Medalha de ouro   | Matvei Volkov          | Bielorrússia                | –    | –    | –    | o    | –    | –    | xxo  | –    | 5.45      |                 |
| Medalha de prata  | Juho Alasaari          | Finlândia                   | –    | o    | o    | –    | xxo  | –    | xx-  | x    | 5.35      |                 |
| Medalha de bronze | Kyle Rademeyer         | África do Sul               | –    | –    | o    | o    | –    | xx-  | x    |      | 5.30      |                 |
| 4                 | Oihan Etchegaray       | França                      | o    | o    | o    | xo   | xxx  |      |      |      | 5.30      | Recorde pessoal |
| 5                 | Matteo Oliveri         | Itália                      | –    | o    | xo   | xxx  |      |      |      |      | 5.20      | Recorde pessoal |
| 5                 | Nikita Strohalyev      | Ucrânia                     | o    | o    | xo   | xxx  |      |      |      |      | 5.20      | Recorde pessoal |
| 7                 | Aleksandr Solovyov     | Atletas Neutros Autorizados | o    | o    | xxx  |      |      |      |      |      | 5.05      |                 |
| 8                 | Marcell Nagy           | Hungria                     | o    | xxx  |      |      |      |      |      |      | 4.85      |                 |
| 9                 | Ameer Falih Abdulwahid | Iraque                      | xo   | xxx  |      |      |      |      |      |      | 4.85      |                 |
| 10                | Sedat Cacim            | Turquia                     | xxo  | xxx  |      |      |      |      |      |      | 4.85      |                 |
| 11                | Anthony Ammirati       | França                      | –    | –    | –    | xxx  |      |      |      |      | NM        |                 |
| 11                | Sotirios Chytas        | Grécia                      | xxx  |      |      |      |      |      |      |      | NM        |                 |
| 11                | Oleksandr Onufriyev    | Ucrânia                     | xxx  |      |      |      |      |      |      |      | NM        |                 |

Legenda
| Recorde mundial       | Recorde mundial (World record)               |                       | Recorde africano                      | Recorde africano (African) |                                           | Q | Classificado por posição (Qualified) |
| Recorde do campeonato | Recorde do campeonato (Championship record)  | Recorde da América    | Recorde da América (Americas)         | q                          | Classificado por melhor tempo (Qualified) |   |                                      |
| Melhor marca do ano   | Melhor marca do ano (World leading)          | Recorde asiático      | Recorde asiático (Asian)              | DNS                        | Não largou (Did not start)                |   |                                      |
| Recorde nacional      | Recorde nacional (National record)           | Recorde europeu       | Recorde europeu (European)            | DNF                        | Não terminou (Did not finish)             |   |                                      |
| Recorde pessoal       | Recorde pessoal do atleta (Personal best)    | Recorde da Oceania    | Recorde da Oceania (Oceania)          | DSQ / DQ                   | Desclassificado (Disqualified)            |   |                                      |
| Recorde da temporada  | Recorde da temporada do atleta (Season best) | Recorde sul-americano | Recorde sul-americano (South America) | NM                         | Sem marca (No mark)                       |   |                                      |